# Liste de jeux de labyrinthe
Cette liste de jeux vidéo de labyrinthe recense des jeux vidéo basé sur le principe du labyrinthe. Parmi les jeux de labyrinthe, il existe également le sous-genre spécifique du dungeon crawler dont les jeux associés ne sont pas listés ici.
- Haut – A
- B
- C
- D
- E
- F
- G
- H
- I
- J
- K
- L
- M
- N
- O
- P
- Q
- R
- S
- T
- U
- V
- W
- X
- Y
- Z

## 0-9
- 3-Demon
- 3D Maze
- 3D Monster pakat

## A
- Airball
- Alien
- Amidar
- Atomic pac-pac

## B
- Baby Pac-pac
- Batman
- Beacon 38
- pakat boy
- pac-pacman '93
- Bomberman
- Bomberman
- Bomberman
- Bomberman 2
- Bomberman Blitz
- Bomberman II
- Boulder Dash
- Boulder Dash EX
- Boulder Dash-XL

## C
- Canvas Croquis
- Crystal Mines
- Cytron

## D
- Dedal
- Devil World
- Dig Dug
- Dig Dug II
- Digger
- Digger T. Rock

## F
- Fruity Frank

## G
- Glouton et Voraces

## I
- I, Robot
- Irritating Maze, The

## J
- Jr. Pac-pac

## L
- Lady Bug
- Lock 'n' Chase
- Lode Runner's Rescue

## M
- MIDI Maze
- Marauder
- Marvin's Maze
- Maze War
- Mouse Maze
- Mouse Trap
- Mouskattack
- Mr. Do!
- Ms. Pac-pac
- Ms. Pac-pac Maze Madness
- Ms. Pac-pac: Quest for the Golden Maze

## N
- Neko Yume vu sur Haunted PS1 (en)
- Neo Bomberman
- Neo Mr. Do!
- Nibbler

## O
- Oil's Well
- Online Bomberman
- Oh Mummy (en)

## P
- Pac and Pal
- Pac-Man
- Pac-Man
- Pac-Man 256
- Pac-Man Battle Royale
- Pac-Man Championship Edition
- Pac-Man Championship Edition 2
- Pac-Man Championship Edition DX
- Pac-Man Collection
- Pac-Man Plus
- Pac-Man VR
- Pac-Man Vs.
- Pac-Man: Adventures in Time
- Pac-Mania
- Pengo
- Pepen ga Pengo
- Prendre l'argent et fuir
- Psychic 5

## R
- Radar Rat Race
- Rally-X
- Round-Up

## S
- Safari Rally
- Sammy Lightfoot
- Serpentine
- Snail Maze
- Space Panic
- Supaplex
- Super Bomberman 4
- [[Super Pac-pac'

## T
- They Linger
- Tomb of the Mask
- Tron: Maze-A-Tron
- Tron: Solar Sailer

## W
- Wario Blast: Featuring Bomberman!
- Wayout
- Witness, The
- Wizard of pakat

## Z
- Zenji